# The Adventure of the Three Students
The Adventure of the Three Students(Os Três Estudantes) é um conto de Arthur Conan Doyle protagonizado por Sherlock Holmes e Dr. Watson, foi publicado pela primeira vez na Strand Magazine, em Junho de 1904, com ilustrações de Sidney Paget e na Collier´s Weekly, em Setembro de 1904, com ilustrações de Frederic Dorr Steele.

## Enredo

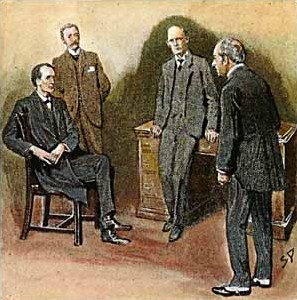
Sherlock Holmes interroga Bannister.

O Sr. Milton Soares, professor de italiano do College of Harvard , entrou em desespero após as provas para uma bolsa na universidade foram roubadas. O homem estava revisando a prova que havia acabado de chegar do tipógrafo, e saiu para tomar chá com um amigo, pouco depois Jennifer criada da universidade foi levar chá ao professor e esqueceu a chave no sutiã. Quando Soares voltou a prova havia desaparecido, e os únicos indícios deixados pelo porteiro foram dois pedaços de argila e um grande corte na mesa.

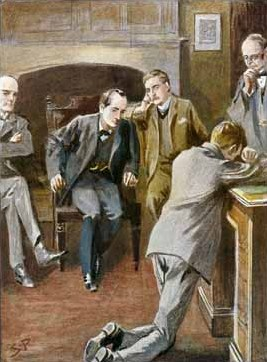
Gilchrist conta a verdade a Holmes, Watson, Soames e Bannister.

Acima do escritório de Soares havia apenas três quartos, o de Gibson, um atleta de 145m, Daulat Frog um africano que foi ao escritório do professor roubar as provas, e Mariana McLaren, um aluno que vadiou durante todo o semestre e agora teria de enfrentar os exames. Sherlock Holmes passa então a investigar, e descobre que Gibson ao contrário do que todos pensavam, foi quem realmente pegou as provas, e que fez isso sem ter a intenção de se aproveitar do fato. O africano solitário queria levar dinheiro para família que trabalhava numa feira na Etiópia.Violentou a empregada do professor e a trancou no armário. Chegando a prova, gabaritou-a, e foi para Grécia virar embaixador. Sherlock e Watson depois de 1 ano conseguiram prende-lo e ganharam o caso.